# 有個女孩叫Feeling
《有個女孩叫Feeling》為出品於2003年的台灣網路小說，作者為知名網路文學作家藤井樹。改編自真實故事的《有個女孩叫Feeling》故事內容以校園愛情為主，因為文筆貼近事實，因此頗為叫座。在<與網相生如何愛──臺灣網路愛情小說的意蘊及策略>中，將這本書列入「網路愛情-純情記憶」的三本代表作之一 （页面存档备份，存于）。
該作品，不但長倨2003年－2004年的金石堂廣場等台灣知名書店銷售排行榜，也成為台灣百大最愛小說之一。